# Dāmgheh-ye Kūchek
Dāmgheh-ye Kūchek (persiska: دامغه کوچک) är en ort i Iran.   Den ligger i provinsen Khuzestan, i den centrala delen av landet, 600 km söder om huvudstaden Teheran. Dāmgheh-ye Kūchek ligger 14 meter över havet och antalet invånare är 324.
Terrängen runt Dāmgheh-ye Kūchek är mycket platt.Runt Dāmgheh-ye Kūchek är det ganska tätbefolkat, med 144 invånare per kvadratkilometer. Närmaste större samhälle är Ahvaz, 9,2 km nordväst om Dāmgheh-ye Kūchek. Trakten runt Dāmgheh-ye Kūchek är ofruktbar med lite eller ingen växtlighet.